# A Real Live One
A Real Live One es el segundo álbum en vivo de la banda británica de heavy metal Iron Maiden, lanzado en marzo de 1993. Las canciones fueron grabadas en nueve diferentes ciudades de Europa, en el marco de la gira soporte del álbum Fear of the Dark. Contiene canciones desde el álbum Somewhere in Time (1986) hasta Fear of the Dark (1992), mientras que su contraparte, A Real Dead One solamente contiene material previo a Somewhere in Time.
Tiempo después, este disco fue combinado con A Real Dead One para formar A Real Live Dead One, un álbum doble. La carátula fue diseñada por el dibujante Derek Riggs. "Fear of the Dark Live" fue lanzada como sencillo.

## Lista de canciones
1. "Be Quick or Be Dead" - 3:17
2. "From Here to Eternity" - 4:20
3. "Can I Play with Madness" - 4:42
4. "Wasting Love" - 5:48
5. "Tailgunner" - 4:09
6. "The Evil That Men Do" - 5:26
7. "Afraid to Shoot Strangers" - 6:48
8. "Bring Your Daughter... to the Slaughter" - 5:18
9. "Heaven Can Wait" - 7:29
10. "The Clairvoyant" - 4:30
11. "Fear of the Dark" - 7:11

## Personal
- Dave Murray – guitarra
- Steve Harris - bajo, producción
- Nicko McBrain - batería
- Bruce Dickinson - voz
- Janick Gers - guitarra